# 湖北省宜昌市人民检察院
30°38′28″N 111°21′45″E / 30.64121°N 111.36258°E
湖北省宜昌市人民检察院（简称宜昌市检察院）是中华人民共和国湖北省宜昌市的检察机关，依法承担对刑事犯罪案件批准逮捕和提起公诉，查办和预防职务犯罪，对诉讼活动实行法律监督等职能。

## 历史沿革
1953年8月，成立宜昌市人民检察署。1955年2月，改称宜昌市人民检察院，同年改属宜昌地区湖北省人民检察院宜昌分院领导。1958年9月，市检察院成立检察委员会，作为集体指导和决策组织。1966年文化大革命开始后，检察院工作陷入瘫痪。1968年1月，成立中国人民解放军宜昌市公安机关军事管制小组。1969年，撤销各级检察机关。1972年12月，宜昌市公安局成立检察科，行使检察权。1975年宪法明确规定检察机关职能由公安机关行使。1978年12月，根据新通过的宪法要求，重新设置宜昌市人民检察院，接受省院和中共宜昌市委的双重领导。1981年9月，恢复成立检察委员会。
1992年，宜昌地市合并，实行市领导县的体制。随后，宜昌市中级人民法院与湖北省人民检察院宜昌分院合并，成立新的宜昌市中级人民法院。

## 职责
1. 依照法律规定对有关刑事案件行使侦查权；
2. 对刑事案件进行审查，批准或者决定是否逮捕犯罪嫌疑人；
3. 对刑事案件进行审查，决定是否提起公诉，对决定提起公诉的案件支持公诉；
4. 依照法律规定提起公益诉讼；
5. 对诉讼活动实行法律监督；
6. 对判决、裁定等生效法律文书的执行工作实行法律监督；
7. 对看守所的执法活动实行法律监督；
8. 法律规定的其他职权。

## 机构设置
- 办公室
- 政治部
- 第一检察部
- 第二检察部
- 第三检察部
- 第四检察部
- 第五检察部
- 第六检察部
- 第七检察部
- 第八检察部
- 法律政策研究室
- 案件管理部
- 检务督察部
- 司法警察支队
- 检察技术信息部
- 新闻办公室
- 司法行政事务管理局
- 机关党委
- 离退休干部工作办公室

## 历任领导
历任检察长
| 姓名   | 任期                      | 备注  |
| ------ | ------------------------- | ----- |
| 李早湘 | 1997年－2006年11月        |       |
| 孙光骏 | 2007年1月－2015年1月      |       |
| 孟鸣   | 2015年1月－2017年1月      |       |
| 毕奎明 | 2017年1月－2021年10月28日 |       |
| 许一鸣 | 2022年1月8日－            | [ 3 ] |